# Choerodon gymnogenys
 Choerodon gymnogenys és una espècie de peix de la família dels làbrids i de l'ordre dels perciformes.

## Morfologia
Els mascles poden assolir els 20 cm de longitud total.

## Distribució geogràfica
Es troba des del Japó a Taiwan. També a Zanzíbar (Tanzània) i Moçambic.